# Лишанский, Лазарь Аронович
Ла́зарь Аро́нович Лиша́нский (11 июня 1895, Смыково, Великолукский уезд, Псковская губерния — 1978, Петрозаводск) — советский врач-невролог, нейрохирург, заслуженный врач Карельской АССР (1956), заслуженный врач РСФСР (1959), один из организаторов неврологической службы в Карелии

## Биография
Родился в семье жестянщика. После окончания гимназии работал на заводе и учился на рабочем факультете государственного института медицинских знаний в г. Ленинграде.
С 1925 г. — заведующий участковой больницей в посёлке Ухта, затем переведен в г. Петрозаводск
Во время Великой Отечественной войны — работал с 1942 г. в нейрохирургической группе 19-й отдельной роты медицинского усиления. В период осенне-зимних боевых операций 1943—1944 гг. оказал квалифицированную помощь 1058 раненым и контуженным, 134 больным.
С августа 1944 г. — — начальник армейского нервно-контузионного отделения госпиталя 1919.
В 1946 г. демобилизовался в звании майора медицинской службы.
В 1950—1970 гг. — заведующий отделением Больницы скорой медицинской помощи в Петрозаводске.
В 1970—1973 гг. — врач-физиотерапевт поликлиники № 1 г. Петрозаводска.